# Васильевское (Мяксинское сельское поселение)
Васильевское — деревня в Череповецком районе Вологодской области.
Входит в состав Мяксинского сельского поселения (c 1 января 2006 по 30 мая 2013 года входила в Щетинское сельское поселение, с точки зрения административно-территориального деления — в Щетинский сельсовет.
Расстояние по автодороге до районного центра Череповца — 49 км, до центра муниципального образования Мяксы по прямой — 12 км. Ближайшие населённые пункты — Малая Новинка, Тябунино, Кузнецово.
По данным переписи в 2002 году постоянного населения не было.